# Hi-Tec
Hi-Tec Sports (Hi-Tec) er en nederlandsk producent af sportsbeklædning og sko, der er baseret i Amsterdam. I 2016 blev virksomheden overtaget af amerikanske Cherokee Inc., Apex Global Brands.

## Historie
Hi-Tec Sports blev etableret i 1974 i Shoeburyness, Essex, England af Frank Van Wezel. De flyttede hovedkvarteret til Southend-on-Sea,før de flyttede det til Amsterdam.